# Mormonia serenides
Mormonia serenides là một loài bướm đêm trong họ Noctuidae.